# 夏埜イズミ
夏埜 イズミ（なつの イズミ、1974年7月13日 - ）は、日本の少女小説家。東京都出身。女性。
『眠れる島の王子様』で2007年ロマン大賞を受賞し、コバルト文庫（集英社）でデビューした。

## エピソード
- ロマン大賞受賞作の選考において、選考委員の唯川恵は最終選考の中で最高点をつけ、選評で「この方は小説というものを知っている」「読者のツボも心得ている」と言わしめたが、同時に、未来社会の作品設定に対して幾つかの不備も指摘された。
- また、同選考委員の古川日出男も高得点をつけ、「同じ作家として学ぶべきところのある作品」だと述べ、特にリーダビリティを高く評価すべきだ、との旨の発言をしている。しかしながら、タイトルに関しては一考の余地があった、と不満を述べている。

## 作品リスト
- 眠れる島の王子様 （挿絵：樹要）
- 魔女の卵（挿絵：枯葉手術）